# Breteau
Breteau är en kommun i departementet Loiret i regionen Centre-Val de Loire strax norr Frankrikes mitt. Kommunen ligger i kantonen Briare som tillhör arrondissementet Montargis. År 2022 hade Breteau 95 invånare.

## Befolkningsutveckling
Antalet invånare i kommunen Breteau
| Referens: INSEE |